# The Way Life's Meant to Be
The Way Life's Meant to Be è un singolo del gruppo musicale britannico Electric Light Orchestra, pubblicato nel 1982 ed estratto dall'album Time.
Il brano è stato scritto e prodotto da Jeff Lynne.

## Tracce
- 7"

1. The Way Life's Meant to Be
2. Wishing